# Drakensbergianella
Drakensbergianella là một chi bọ cánh cứng trong họ Chrysomelidae.
Chi này được miêu tả khoa học năm 2003 bởi Biondi & d'Alessandro.

## Các loài
Chi này gồm các loài:
- Drakensbergianella rudebecki Biondi & d'Alessandro, 2003